# Імбирний пряник
Імби́рний пря́ник — пряник, приправлений імбиром, медом або мелясою замість цукру. Є декілька видів імбирних пряників, від м'якого, вологого батонного пирога, до чогось дуже схожого на імбирне сухе печиво. Різні види ймовірно мають спільне походження.

## Етимологія
Спочатку термін «імбирний пряник» (від лат. Zingiber через старофранцузьку gingebras) був знаний, як збережений імбир. Потім він посилався на виготовлені ласощі з медом та прянощами. «Імбирний пряник» часто перекладається терміном фр. d'Epices, досл. «хліб з прянощами», 
або термінами нім. Lebkuchen, Pfefferkuchen, досл. «перцевий торт». Етимологія Lebkuchen не визначена, й може походити від Leben (життя) або LAIB (хліб), у той час, як останній термін походить від широкого спектра прянощів, які використовуються у цьому продукті.

## Історія
Імбирні пряники привіз до Європи в 992 році вірменський ченець Григорій Нікополь (Григорій Макар) (Грегуар де Нікополь). Він покинув Нікополь Помпеї, щоб жити в Бондаруа́ (Франція), недалеко від міста Пітів'є. Він пробув там сім років, і вчив французьких християн випікати імбирні пряники. Помер у 999 році.
Під час XIII століття німецькі емігранти привезли імбирні пряники до Швеції. У XV столітті гільдії пряників контролювали їх виробництво в Німеччині. Ранні посилання в 1444 році від Ведстентського абатства показали, як шведські черниці пекли пряники, щоб полегшити розлад травлення. Також був звичай випікати білі булочки і фарбувати їх для віконних прикрас.
Перша задокументована торгівля імбирних пряників датується XVII століттям у монастирях, аптеках та на площі ринків фермерів, де вони і були продані. У Середньовічній Англії вважалося, що пряники мають лікувальні властивості. Сто років по тому містечко Ринок Дрейтон в Шропширі Сполученого Королівства стало відомим завдяки своїм пряникам та привітним прийняттям, які завжди показували з гордістю.
Перша письмова згадка про випічки пряників в місті датується 1793 роком; однак, це було, мабуть, раніше, оскільки, центральні підприємства були забезпечені імбиром від 1640 року. «Імбирний пряник» став широко доступним у XVIII столітті.

## Різновиди

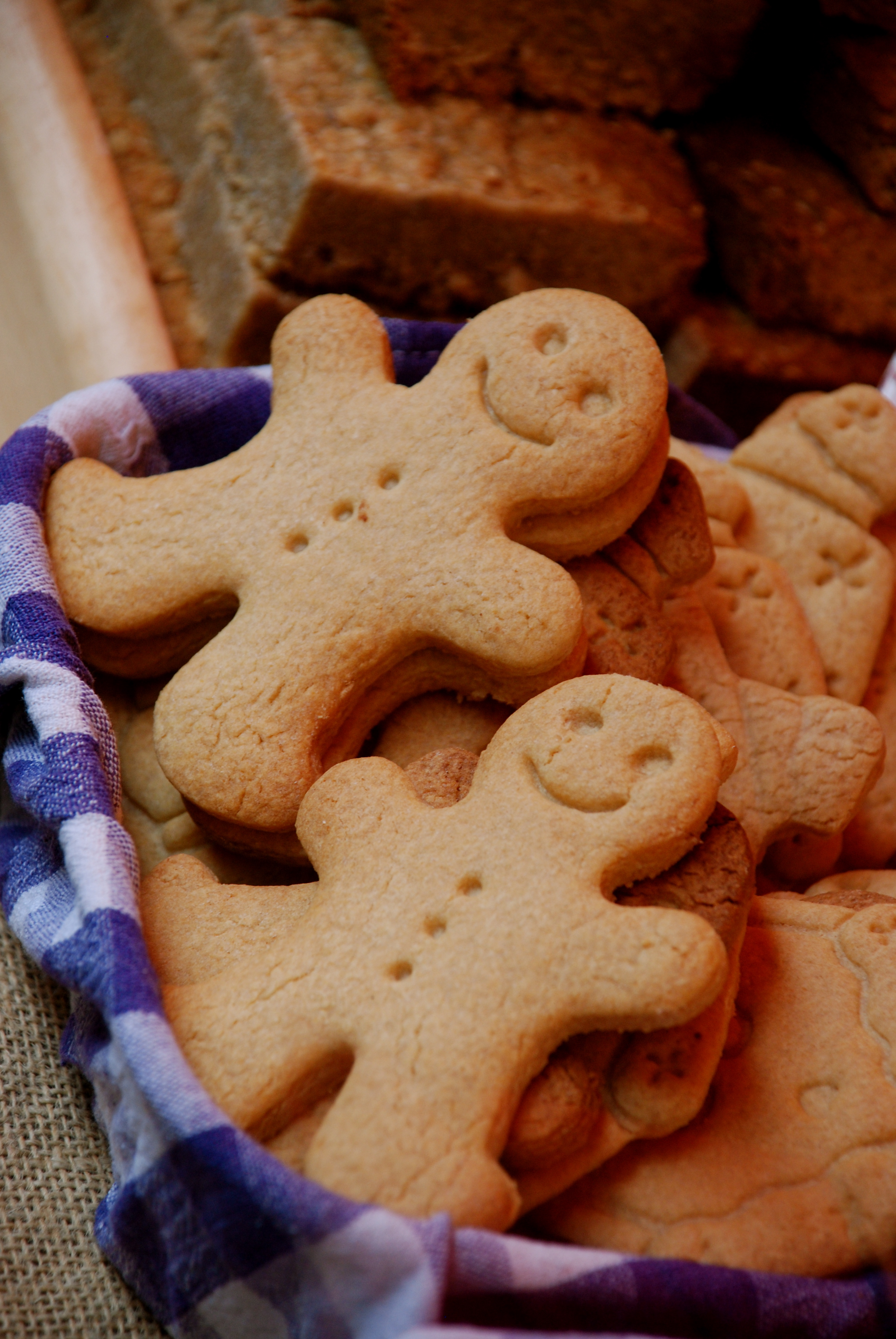
Пряникові чоловічки.

В Англії «імбирний пряник» може належати до пирога, або до виду печива, зробленого з імбиром. Вигляд печива, зазвичай, має форму пряникового чоловічка. Перших пряникових чоловічків приписують Королеві Єлизаветі І, яка ніби то, подавала їх іноземним гостям, в ролі статуеток. Однак, сьогодні, як правило, їх подають на Різдво.
Паркін (англ. Parkin) є однією з форм імбирного пирога — м'який пиріг, який приготовлений із вівсянки і меляси, і є популярним в північній Англії.
У Сполучених Штатах, ця форма «імбирних пряників» називається «пиріг із пряників» або «імбирний пиріг», задля того, щоб відрізнити його від твердих форм. Французький d'épices дещо схожий, хоча в цілому трішечки сухіший, і містить мед, а не мелясу. Оригінальний французький пряник не містить імбиру.
У Німеччині пряники готують у двох формах: м'яка форма називається Лебкухен (нім. Lebkuchen), і складніша форма, асоціюється насамперед з карнавалами і вуличними ринками, як-от Різдвяні ярмарки, які відбуваються в багатьох німецьких містах. Жорсткий пряник виробляється в декоративних формах, які згодом додатково прикрашаються цукерками і глазур'ю. Традиція нарізання «імбирного пряника» у форми займає багато інших форм, й існує в багатьох країнах, наприклад, як вже зазначалось раніше — це імбирні чоловічки. Традиційно, їх занурювали в портвейн.
У Північних країнах, найпопулярнішою формою «імбирного пряника» кондитерського виробу є pepperkaker (Норвезька), pepparkakor (Шведська), brunkager (Данська), piparkökur (Ісландська), piparkakut (Фінська) і в країнах Прибалтики piparkūkas (Латвійська) або piparkoogid (Естонська). Всі ці форми є дуже крихким сухим печивом, які особливо пов'язані з тривалим періодом Різдва.
У Норвегії та Швеції, pepperkaker / pepparkakor також використовуються, як декорації для вікон, а ті, котрі трохи товщі, ніж зазвичай — прикрашені глазур'ю і цукерками. Пекти зі своїми дітьми pepperkaker / pepparkakor / brunkager є традицією для багатьох сімей. В англійців pepperkaker / pepparkakor / brunkager називалися б імбирним печивом, а не імбирним пряником.
У Швейцарії, «імбирний пряник» кондитерського виробу знаний як Biber, як правило, три чверті дюйма товщиною прямокутний пряничний торт з марципановою начинкою. Biber став відомим з округів Аппенцелль або Санкт-Галлен. Він майстерно прикрашений цукровою глазур'ю у формах ведмедя Аппенцелль чи у формі собору Санкт-Галлен.
У Нідерландах і Бельгії, м'які й крихкі імбирні пряники  називають Peperkoek, Kruidkoek або Ontbijtkoek і подають на сніданок або протягом дня, вони є густо нарізаними та часто з маслом на вершині.
Імбирні Пряники відомі в Росії. Найвідоміші пряники печуться в древніх містах Тула (Тульський пряник, Тульський пряник), Вязьма, і Городець.
У Польщі імбирні пряники знані як Pierniki (в однині, Piernik). Найвідоміші з них називаються торунськими пряниками (Piernik toruński), які є традиційними польськими пряниками, і які готуються з часів Середньовіччя в місті Торунь. Вони стали улюбленими ласощами Шопена, коли він відвідав свого хрещеного батька — Фридеріка Флоріана Скарбека в Торуні під час шкільних канікул.
У Румунії, пряники називаються turtă dulce, які звичайно покриті цукровою глазур'ю.
У Бразилії тип пирога схожий на імбирний пряник, знаний як pão de mel («медовий хліб»), він може бути таким великим, як пиріг до кави, або ж крихітним, і як правило, покритим шоколадом.
Існує також дуже популярний місцевий різновид пряників в Болгарії. Він називається Меденка («виготовлено із меду»). Традиційно печиво є настільки ж великим, як долоня: кругле і плоске, покрите тонким шаром шоколаду. Інші поширені інгредієнти — мед, кориця, імбир і сушена гвоздика.
Імбирні пряники також виготовляють у Караколі — місто в Киргистані[джерело?].